# Charlottenhof (Leipzig)

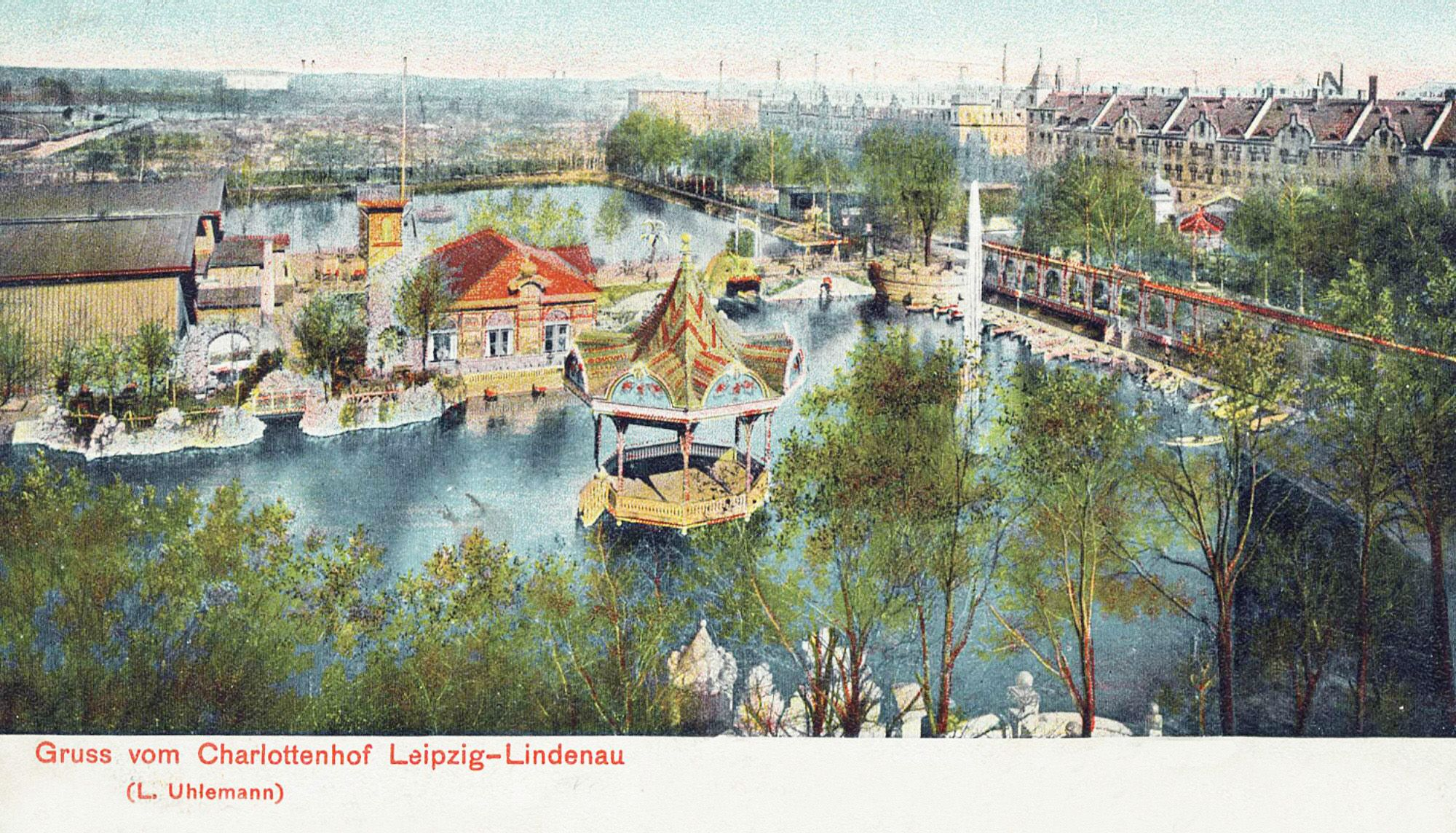
Der Charlottenhof von Westen (um 1900)

Der Charlottenhof war eine Vergnügungseinrichtung im Norden von Leipzig-Lindenau. Die wesentlichsten Teile waren ein auf einer Insel gelegener Gasthof und ein die Insel umgebender Gondelteich. In den 1920er Jahren entstand an dieser Stelle eine Sportanlage gleichen Namens.

## Geschichte
Die Ziegelei im Dorf Lindenau westlich von Leipzig gewann den notwendigen Lehm aus Gruben im nördlich gelegenen Wiesengelände. Seit den 1860er Jahren nahm die Nutzung von im Winter gewonnenem Natureis und dessen Lagerung zu Kühlzwecken im Sommer stark zu. So finden sich auf einer Karte von 1876 im Gebiet der Lehmgruben zwei Teiche mit jeweils einer Insel, auf denen die Gebäude mit „Eiskeller“ bezeichnet sind.

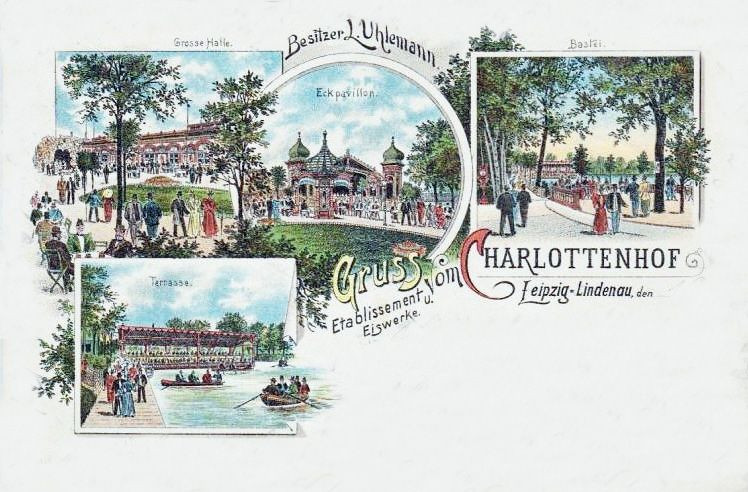
Postkarte vom „Etablissement und Eiswerke Charlottenhof“

Ende der 1880er Jahre wurde auf der Insel im westlichen der beiden Teiche eine Gaststätte erbaut, der Gondelbetrieb eingeführt und illusionistisches Beiwerk errichtet. Die Anlage wurde 1891 eröffnet, erhielt den Namen Charlottenhof und ging offenbar auf den Eisproduzenten zurück, denn auf Postkarten wurde gegrüßt vom „Charlottenhof – Etablissement und Eiswerke“.
Die Inflation und die wirtschaftliche Produktion von Kunsteis bedeuteten das Ende des Vergnügungsparks und die Nutzung des Eises der Teiche. 1923 wurde das Gelände des Vergnügungsparks durch die Turn- und Sportgemeinde 1848 Leipzig-Lindenau, einem Zusammenschluss der drei Lindenauer Sportvereine, erworben. Der Teich wurde zugeschüttet, und im Mai 1924 begann der Betrieb im „Sportpark Charlottenhof“. Die offizielle Einweihung der Anlage mit Halle, Bad, zwei Spielplätzen und einer Fechtbahn fand am 26. Juli 1925 statt. 2002 war das Charlottenhof-Gelände, das seit 1990 der SV Lindenau 1848 nutzt, einer der Hauptschauplätze des Deutschen Turnfestes.

## Beschreibung
Gab es anfangs auf der Insel neben den Eisspeicherbauten nur eine kleine Gaststätte, kamen bald ein Aussichtsturm und auf der Westseite eine Felsenlandschaft hinzu. Diese sollte den Ruderbootfahrern als illusionistische Staffage dienen, ebenso wie die Durchfahrt durch den auf die Insel führenden Damm, die als Rachen eines Ungeheuers gestaltet war. Im westlichen Teil des Teiches gab es einen Musikpavillon mit einer bunten Dachlandschaft und eine Fontäne.

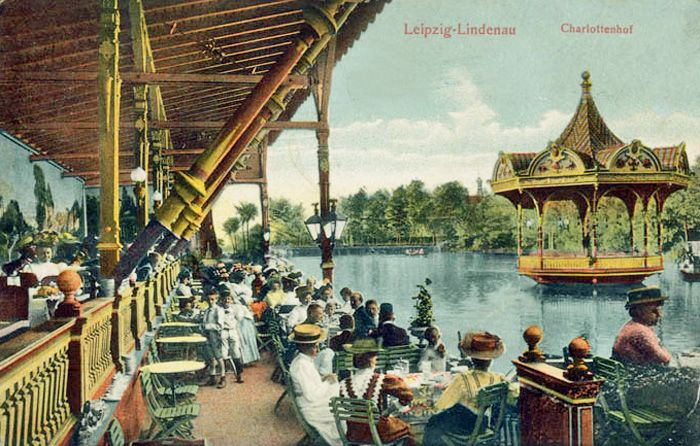
Terrasse und Musikpavillon
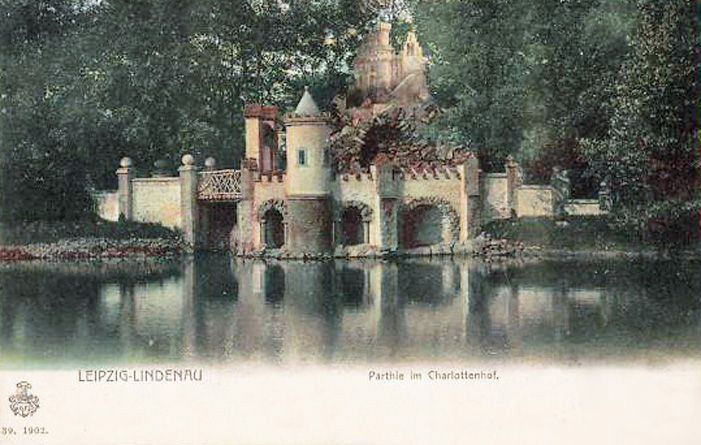
Illusionsschloss
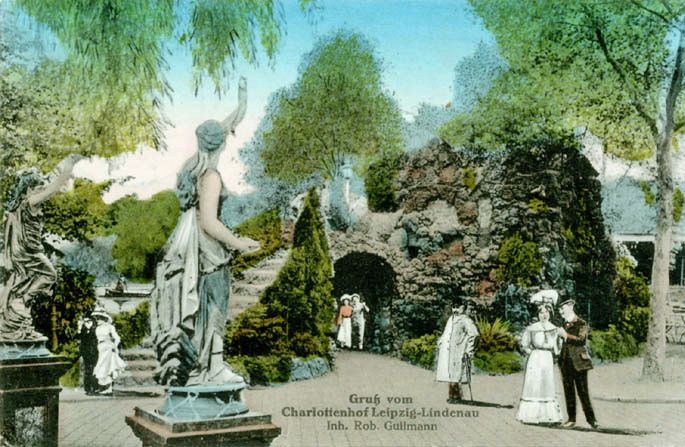
Phantasielandschaft
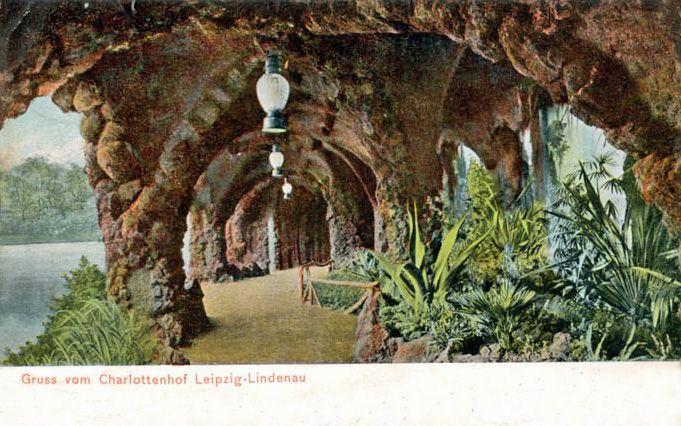
Felsengang

Auf einem Promenadenweg konnte der Teich umrundet werden, wobei man auf der Westseite durch einen Felsengang zu einer Phantasielandschaft und einem Schloss gelangen konnte, das auch von der Wasserseite einen malerischen Eindruck vermittelte. Links neben dem Beginn des Dammes gestattete die erhöht angelegte Bastei einen Überblick über die Anlagen. Zur Erweiterung der gastronomischen Kapazität waren am Ufer eine bewirtschaftete Terrasse und auf der Südseite des Teiches die sogenannte Große Halle und ein mit Türmen bestandener Eckpavillon errichtet worden.